# Joseph I. France
Joseph I. France (Cameron, 1873. október 11. – Port Deposit, 1939. január 26.) az Amerikai Egyesült Államok szenátora (Maryland, 1917–1923).